# یادبود جان فیتزجرالد کندی

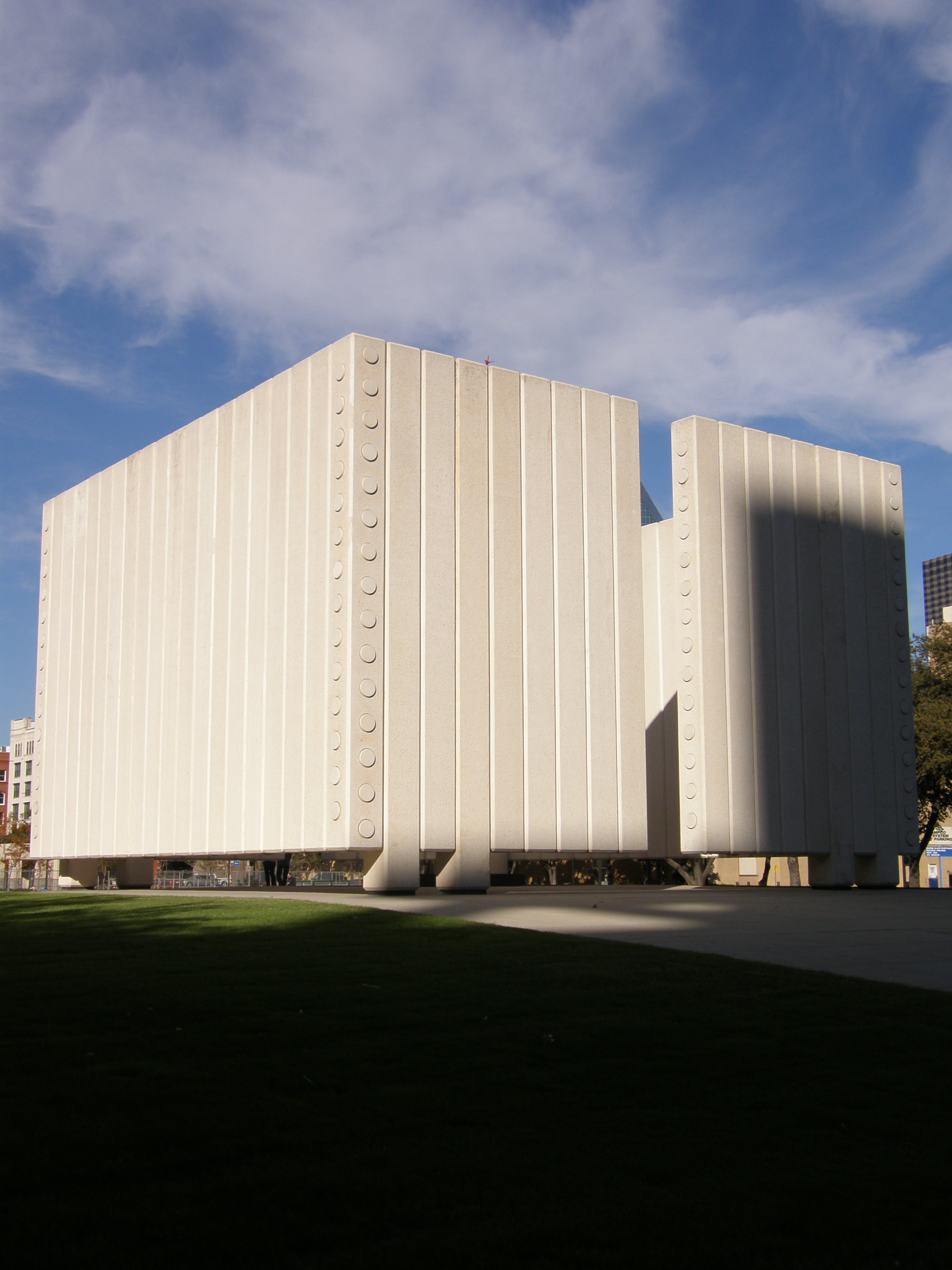

بنای یادبود جان اف. کندی (به انگلیسی: John Fitzgerald Kennedy Memorial) نام بناییست که در محل کشته شدن رئیس‌جمهور فقید آمریکا جان اف. کندی ساخته شده‌است.
این بنا برای بزرگداشت رییس جمهور مقتول جان فیتز جرالد کندی بدست معمار مدرنیست فیلیپ جانسون ساخته گردید.
بنا در انتهای غربی بخش تاریخی شهر دالاس تگزاس در قسمتی از یک میدان قرار دارد و اطراف این میدان ساختمان‌های قدیمی نظیر موزه سرخ، موزه جان اف. کندی و ... واقع هستند. این بنای یادبود در سال ۱۹۷۰ افتتاح شد.
این بنای مکعبی شکل، اتاقی بدون سقف است که ابعاد آن ۹×۹ متر می‌باشد که در آن دو شیار باریک جهت محدود در شمال و جنوب قرار دارد . دیوارش از هفتاد و دو قطعه ستون سفید بتن پیش ساخته ساخته شده‌است .
در وسط عرصه این بنا، سنگ سیاه رنگی بالاتر از سطح زمین به شکل سنگ قبر، به عنوان یادبود نصب شده و بر روی آن، نام جان فیتزجرالد کندی،درج شده‌است.